# Johann Heinrich Schmidt (Maler, 1757)

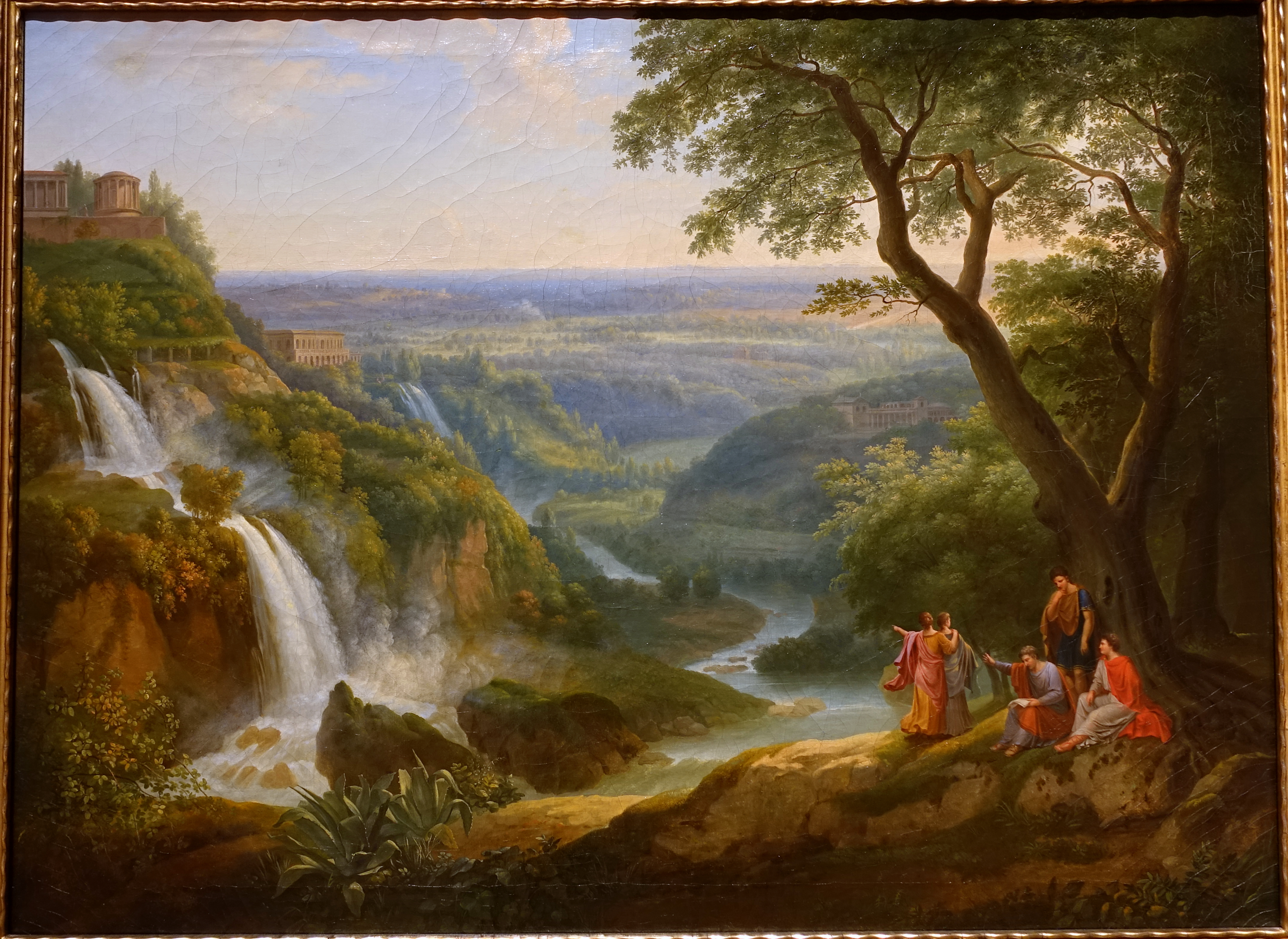
Johann Heinrich Schmidt, Wasserfall in Tivoli, circa 1790

Johann Heinrich Schmidt, genannt Fornaro (* 2. August 1757 in Ottweiler; † im Mai 1821 in Neapel), war ein deutscher Maler.

## Leben
Joh. Heinrich Schmidt wurde in Ottweiler als Sohn des fürstlichen Bediensteten Peter Schmidt geboren und in der evangelisch-lutherischen Konfession erzogen. Nachdem sein malerisches Talent erkannt wurde, wurde er in der Residenzstadt Saarbrücken bei dem Hofmaler Johann Jakob Samhammer ausgebildet, so wie die gleichaltrigen Johann Friedrich Dryander und Johann Kaspar Pitz. Schmidt ging mit Samhammer gegen 1774 nach Darmstadt.
Es heißt dort: „J. J. Samhammer, ein geschickter hiesiger Porträtmaler aus der Fiedler’schen Schule, der nunmehr auch den Charakter als Hofmaler bekleidet. Sein Schüler Joh. Heinrich Schmidt, ein Jüngling von viel Hoffnung, der sich besonders in Miniaturgemälden auszeichnet“. Schmidt arbeitete als Hessen-Darmstädtischer Hofkabinettsmaler und Miniaturist und erscheint zwischen 1783 und 1784 in Mannheim. Im November 1784 reiste er mit dem Maler Meyer aus Hannover und dem jüngeren Alexander Macco nach Italien und lebte bis 1798 in Rom. In Goethes Künstlerkreis in Rom bekam er den Spitznamen Fornaro (Bäcker). Er trat zum katholischen Glauben über und heiratete am 5. August 1792 eine Römerin, und zwar sein Modell Teresa Banducci. Von 1798 bis zu seinem Tod hielt er sich in Neapel auf. Seine italienischen Landschaften waren gesucht und besonders in England begehrt.
Zur Unterscheidung von dem gleichnamigen sächsischen Hofmaler Johann Heinrich Schmidt aus Hildburghausen (1749–1829), mit dem er in der älteren Literatur vermischt wird, beschrieb ihn sein „Entdecker“ Karl Lohmeyer unter dem Notnamen „Johann Heinrich Schmidt genannt Fornaro“, den Schmidt selbst so nie führte. Die Biographie von Werner Karg (1984) und die Dissertation von Yvonne Schülke (2015) beinhalten Werkverzeichnisse.